# Ají catalán

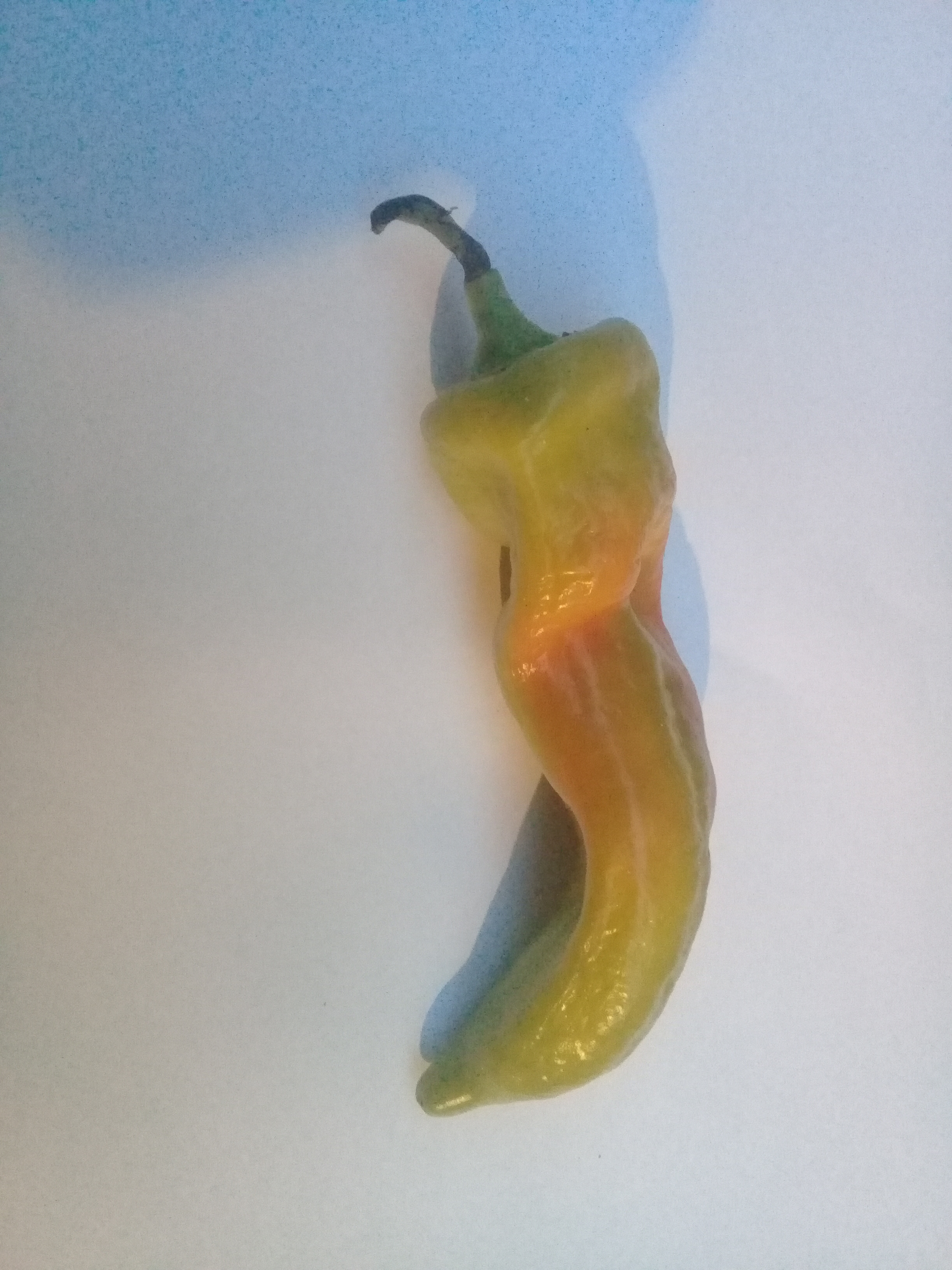
Un ají catalán verde

Se llama ají catalán, a un tipo ají de picor suave a moderado típico de Uruguay. Se emplea principalmente para acompañar carnes y saborizar guisos. Generalmente se consumen encurtidos en vinagre. Si bien admiten diversas preparaciones y métodos de cocción, así como su consumo en crudo. Existen dos variedades de estos ajíes: el catalán dulce y el catalán picante y se distinguen por el grado de picor que va de nulo a moderado.
Se trata de unos ajíes elongados que se estrechan y curvan en la punta, son de tamaño mediano y de aproximadamente 15 cm de largo por 4 cm de diámetro. Su color varía según el grado de madurez, de verde a rojo intenso.
Junto con la pimienta y el putaparió, es de los pocos ingredientes picantes que se emplean en la gastronomía de Uruguay. La cuarta parte de un ají crudo, es suficiente para dar un picor suave a una olla mediana de guiso. Secado al sol y molido se utiliza como ingrediente del adobo criollo, una mezcla de especias fundamental de la cocina uruguaya y también puede usarse como ingrediente del chimichurri. Su uso es general en los carritos callejeros, donde se presenta encurtido en vinagre como ingrediente opcional de choripanes y hamburguesas. Es también ingrediente principal de la salsa picantina, típica de Uruguay.
Suele emplearse también para referirse a este ají, el término de ají putaparió, aunque el mismo es ambiguo ya que refiere principalmente, al capsicum chacoense, de mucho menor tamaño y picor mucho más elevado y que guarda poca relación con este artículo. Es posible también, que en Argentina se consuma este mismo ají del artículo, bajo el nombre de ají vinagre.